# Monagas (paroisse civile)
Pour les articles homonymes, voir Monagas.
Monagas est l'une des deux paroisses civiles de la municipalité d'Almirante Padilla dans l'État de Zulia au Venezuela. Sa capitale est San Carlos.

## Géographie
Cette paroisse civile comprend la quasi-totalité du territoire de la municipalité tandis que Isla de Toas, l'autre division, est une petite île qui abrite une grande partie de la population de la municipalité dont son chef-lieu El Toro.